# Vlakový průvodce

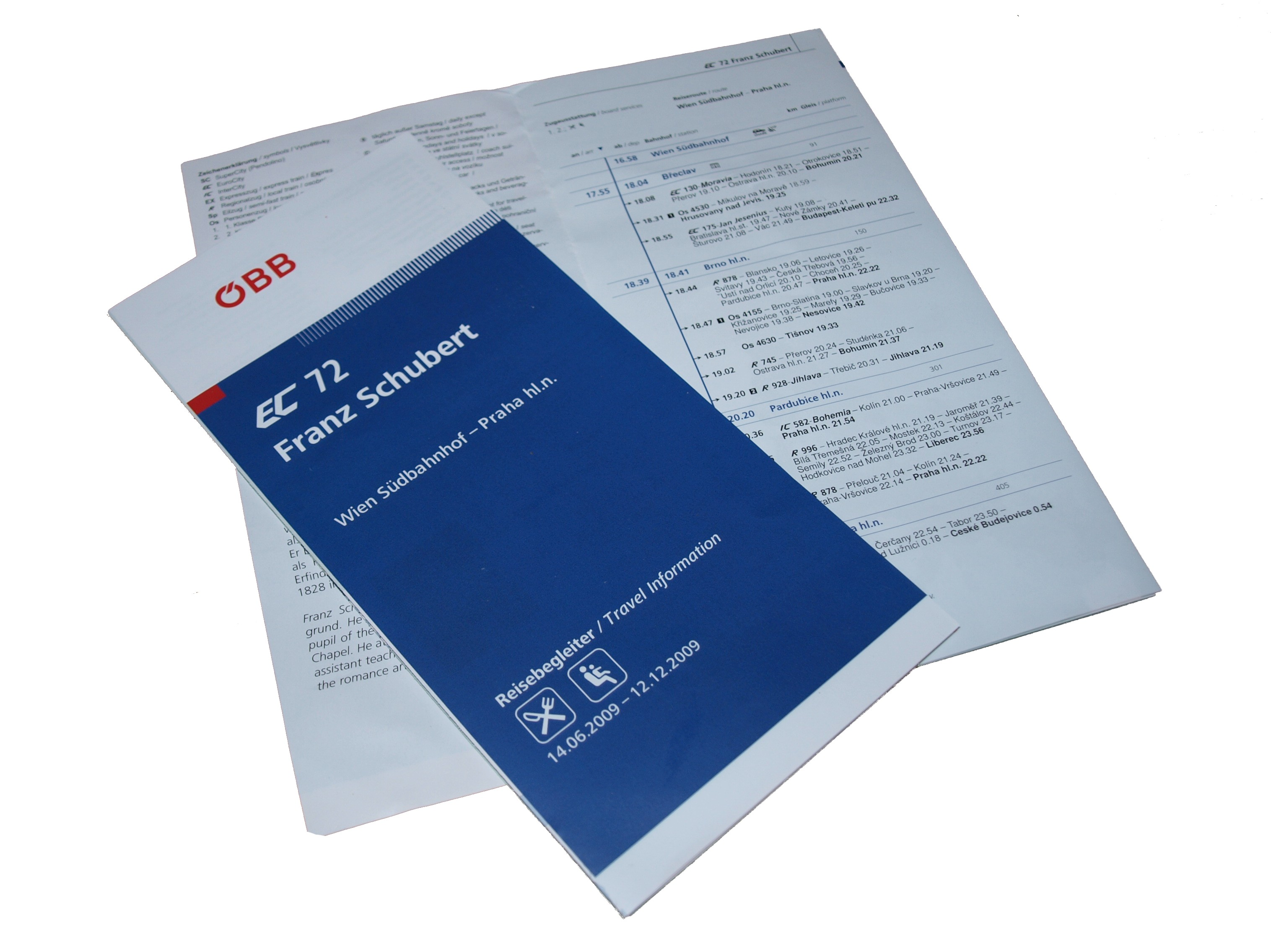
Vlakový průvodce pro vlak EC 72 Franz Schubert vydávaný Rakouskými spolkovými dráhami

Vlakový průvodce je brožura vydávaná dopravcem určená k poskytnutí informací cestujícím na daném spoji.
Vlakový průvodce je vydáván především pro vlaky vyšší kvality a obsahuje informace o zastávkách vlaku, časech příjezdu a odjezdu, návazných spojích, případně řazení vlaku a další informace. Jedná se prakticky o výňatek jízdního řádu pro daný spoj. Často se ve vlakovém průvodci objevuje reklama dopravce či třetích stran. Ve vlacích SC Pendolino slouží jako vlakový průvodce měsíčník Grand Pendolino, který obsahuje mimo informací o spojích také rozhovory a novinky z dění v oblasti železniční dopravy.
Vlakové průvodce jsou vedle starých jízdních řádů vyhledávány jako sběratelský artikl.